# Devon Werkheiser
Devon Joseph Werkheiser, född 8 mars 1991 i Atlanta, Georgia, är en amerikansk skådespelare och musiker. Han är mest känd för rollen som Ned Bigby i Ned's Declassified School Survival Guide. Men han har också spelat huvudperson i bland annat Love at First Hiccup.

## Film
- We Were Soldiers
- Recipe for Disaster
- Casper's Scare School
- The Wizzard of Krudd
- Shredderman Rules
- Christmas in Paradise
- Love at First Hiccup
- The Quinn-tuplets
- The Prankster
- Marmaduke
- Beneath the Darkness
- The Wicked
- Zephyr Springs
- California Scheming
- Helicopter Mom
- Arthur
- Break Night
- Sundown

## TV
- Ned's Declassified School Survival Guide
- American Dad!
- Three Rivers
- Memphis Beat
- Scared Shrekless
- Glenn Martin, DDS
- Greek
- Never Fade Away
- Criminal Minds
- Major Crimes